# アーロ
アーロ（スペイン語: Haro）は、スペイン・ラ・リオハ州のムニシピオ（基礎自治体）。エブロ川の流域にあり、リオハ・アルタ地区に属する。カトリック教会のカラオラ・イ・ラ・カルサダ＝ログローニョ司教座が置かれている。

## 地理・環境

### 位置
北はブルゴス県ミランダ・デ・エブロと接している。西はビリャルバ・デ・リオハ、シウリ、アングシアーナ、カサラレイナと接している。南はヒミレオ、オリャウリ、ロデスノ、サラトンと接している。東はブリニャス、アラバ県ラバスティーダと接している。

### 水文
北西から流れてきたエブロ川と、南西から流れてきたティロン川（エブロ川の支流）は、アーロで合流する。河川の豊富な水量は森やポプラ並木の景観を可能にし、果樹園に灌漑用水を供給している。

### 丘
アーロは三つの丘に囲まれている。カスティーリョ・デ・ラ・モタ丘、アタラヤ丘、サンタ・ルシア丘である。その他のサント・ドミンゴ丘には貯水槽が設置されている。

### 気候
地中海性気候と海洋性気候の影響を受ける。年平均気温は12.6℃、最も寒い1月の平均気温は約5℃、最も暑い8月の平均気温は20.6℃である。冬には霧が発生する。降水量は、年間平均504ミリメートルであり、月別では、多い時で、58ミリメートルである。

## 歴史

### 名称の由来
アーロの名前の由来についてははっきりしたことは分かっていないが、20世紀の歴史学者ドミンゴ・エルゲータによる説が有力である。ドミンゴ・エルゲータは、この地方が航行できたので、エブロ川とティロン川の合流点を照らしたラ・モータの丘の灯台を管理していた田舎町の存在について主張している。スペイン語で「灯台」は「faro」であり、エルゲータはfaroがやがてHaroに変化したと推測している。古代ローマが支配する以前のこの地域にはベローネスと呼ばれるケルティベリア人が居住していた。

### ヒスパニア時代

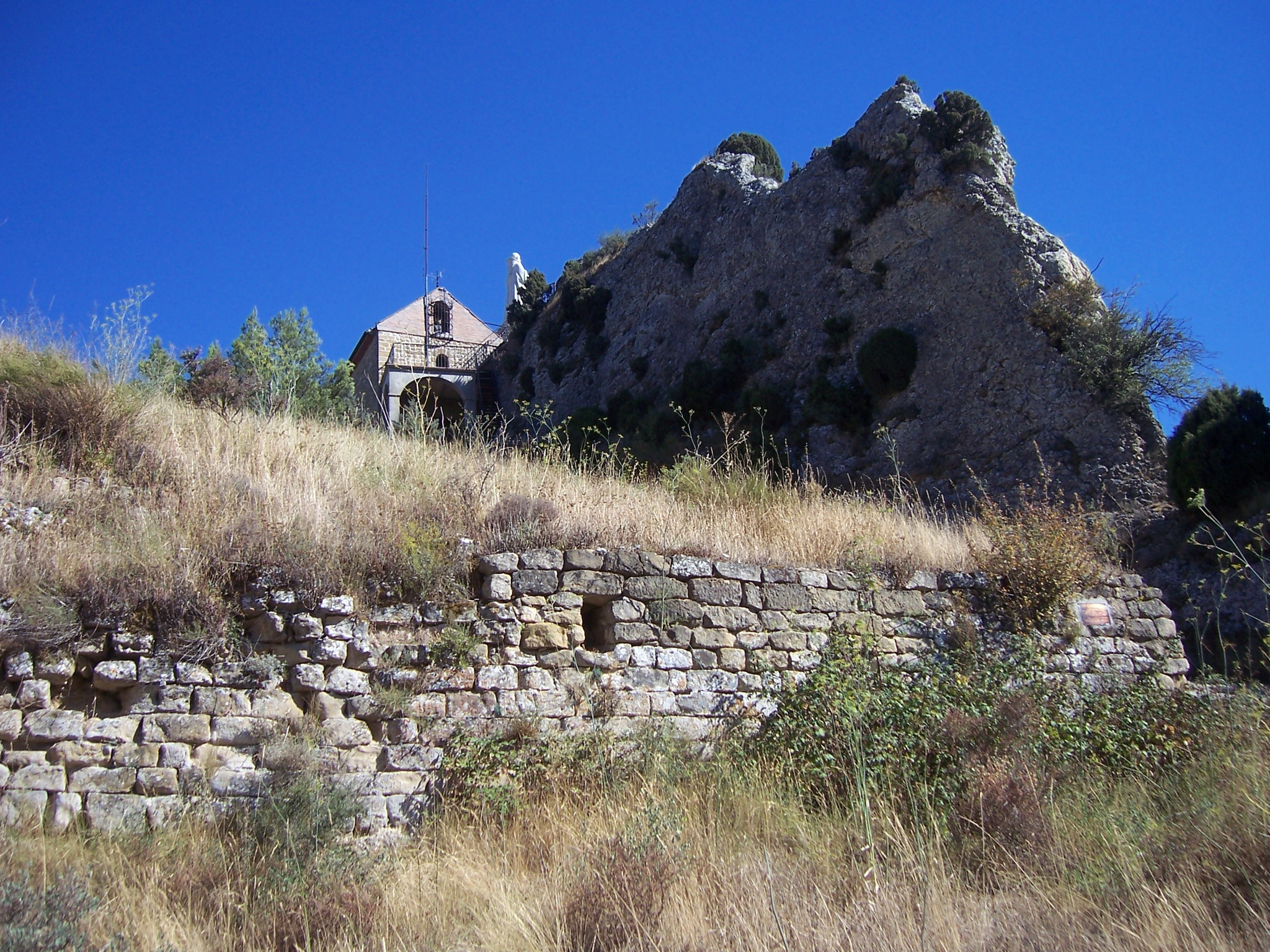
ビリビーオ岩山の礼拝堂の辺りに残っている、古代の城跡。

ローマ領ヒスパニア時代、カストルム・ビリビウム (Castrum Bilibium) という名の砦が作られた。5世紀頃、ギリシャ人たちはファロ (Pharo) と呼んだ。アラブ人占領時代の9世紀にはワディ・アルム (Wadi Arum) と呼ばれた。

### 中世
初めて歴史上に名を残したのは1040年、ナバラ王ガルシア・サンチェス3世の文書で、ビリビウム・クン・ファロ (Bilibium cum Faro) とあった。1063年の文書には、町にユダヤ人共同体があったことが記されていた。1187年、カスティーリャ王アルフォンソ8世はアーロにフエロ（特権）を授けた。同時に、ユダヤ人共同体にアルハマ（en、特権）を授けている。1358年8月6日、ビトリア、ログローニョ、ナヘラ、サント・ドミンゴ・デ・ラ・カルサーダ、ミランダ・デ・エブロ、トレビーニョ、ブリオネス、ダバリーリョ、ラバスティーダ、サリニーリャス・デ・ブラドン、アニャーナ、ラ・プエブラ・デ・アルガンソン、ペニャセラーダ、サンタ・クルス・デ・カンペーソの町の代表がアーロに集い、犯罪者や権力者に対して町々が協力するために条例が作られた。
1430年、フアン2世は、ペドロ・デ・ベラスコをアーロ伯 (Conde de Haro) とした。1811年のカディスでのコルテスで、世襲貴族による大土地所有が廃止されるまで、アーロはベラスコ家に支配された。

### 近世
1520年には、カルロス１世の特権を初めて受けた。1710年、アーロはフェリペ5世に忠誠と服従を誓った。18世紀初頭のスペイン継承戦争時には、アンジュー公フィリップの妃マリア・ルイサとわずか3歳であったアストゥリアス公ルイ（のちのルイス1世）がアーロへ避難した。継承戦争終結後、新王フェリペ5世はアーロの町にMUY NOBLE Y MUY LEAL（最も王に忠実で最も高貴）という称号を与えた。

### カスティーリョ・デ・ラ・モータ城
13世紀前に建てられた。今日ではその城は何らの形も残っていない。国王の所有であった。またアタラヤとして知られているモータの丘にあった。その維持と防御はカステイーリャのアルフォンド8世が13世紀の後半にユダヤ人達に与えた特権をなくすことによって、ユダヤの住民達の責任となっていた。
アーロのロペス・デイアス3世がレオンおよびカステイーリャのサンチョ4世によって暗殺された後の1288年に、ロペスの忠臣達と住民達のカステイーリョでの力が強まった。サンチョ4世はエル・アラバルを取り、その住民達をビヤボーナとして洗礼した。彼はその当時までアーロに属していて、多くの権威と特権のアーロの地名を消させた土地に廷臣達を呼び集めた。カステイーリョの場所は2ヶ月以上続いた。その後で、国王の味方達がその町を押しつぶし、城壁を壊し、住民達を略奪した。城を守り、アーロの忠実な協力者であるとの理由で、闘いの後でさらにもっともこらしめらながら（特権と財産を失って）、多くのユダヤ人達の犠牲者が出た。国王はアーロに自軍を集結させた。その当時、アーロの地は、アロー家が所有していて、歴代の国王の権力が及ばない治外法権を有する地であった。城の包囲は2ヵ月以上にわたり、その後、城を制圧した国王軍は、城壁を壊し、住民を略奪した。多くのユダヤ人が犠牲者となった。そしてさらに、ユダヤ人は城の警備にあたり、アーロ家の忠実な協力者であったため、戦いの後、彼らは最も重い処罰を受け特権と所有権を失った。

### 近代

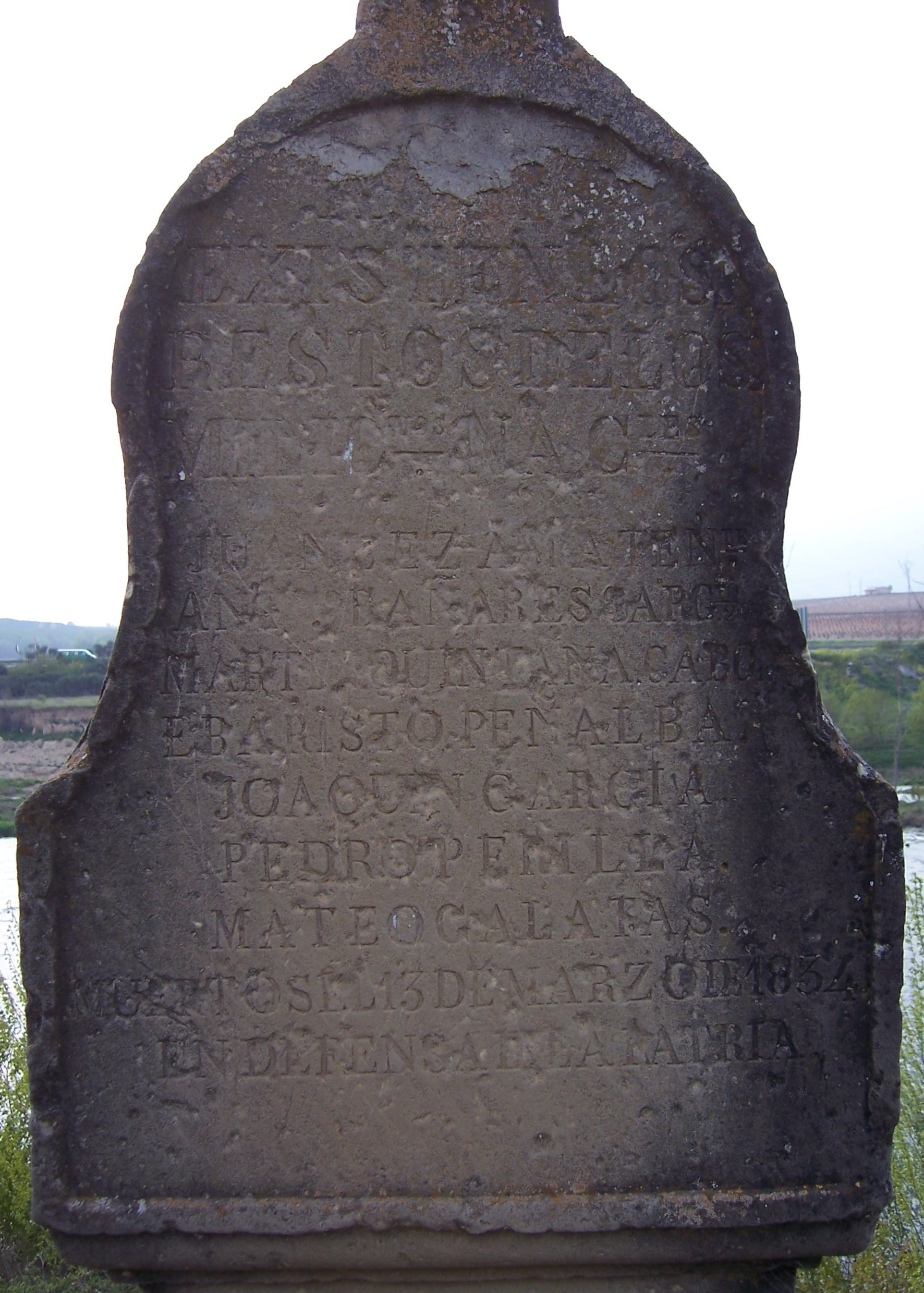
カルリスタ戦争で亡くなった自由主義者の慰霊碑。

1808年、アーロはナポレオン率いるフランス軍に占領され、町にはフランス軍の本部が置かれた。ジョセフ・ボナパルトが行政府を設置した初めての地となった。1833年にはログローニョ県が設立され、アーロはブルゴス県の行政区域を離れた。第1次カルリスタ戦争中の1834年3月13日、バシリオ・ガルシアが率いるカルリスタ（カルロス主義者）と自由主義者がサンタ・マリーア・デ・エレーラ修道院近くで戦った。敗走した自由主義者の一部は農場労働者に紛れたが、一部はエブロ川に架かるブリニャス橋を渡ろうと試み、その大半はブリニャス橋周辺での戦闘で死んだ。ブリニャス橋にはカルリスタ戦争の慰霊碑が建てられている。1901年と1902年の2年に渡り、アーロ周辺のブドウ畑がフィロキセラに冒されて被害を受けた。

### 電気の到来

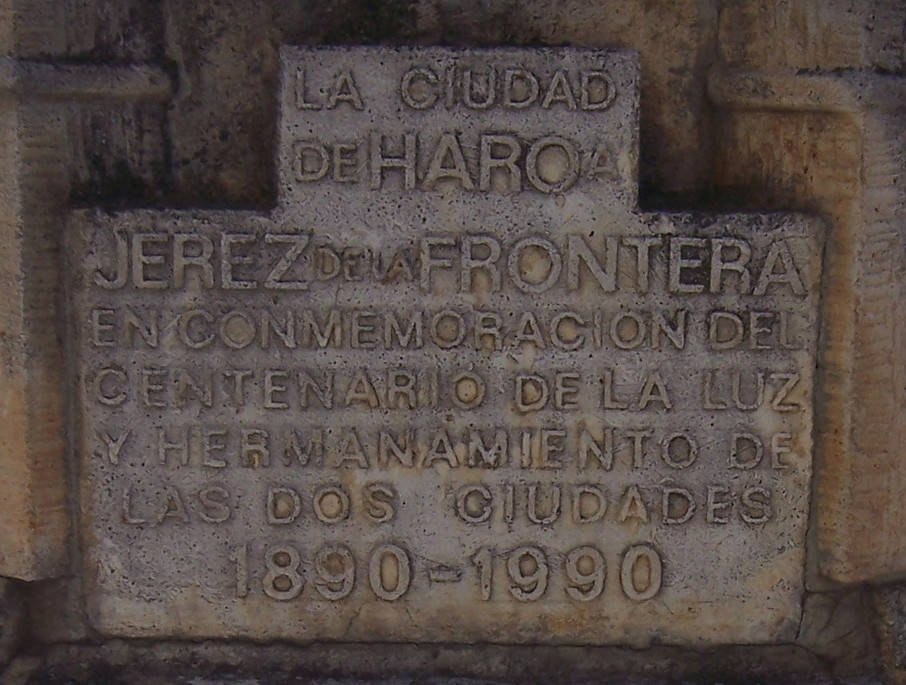
ヘレス・デ・ラ・フロンテーラを通り、電気式街灯が伝わったことを記念する記念碑。

ヘレス・デ・ラ・フロンテーラが最初に電気式の街灯を導入してから、アーロも電気式街灯を導入した。（なお、1990年にこれを記念してヘレス・デ・ラ・フロンテーラと姉妹都市連携を結ぼうとしたが、取りやめとなった。）そして、この時代に、「アーロ、パリそしてロンドン」、「ようやく明かりのあるアーロに到着したよ」(賛歌の歌詞にも含まれている)、というフレーズが生まれた。1877年8月26日に、アーロのラ・ミネルバ(La Minerva)という製粉-肥料工場に電灯が初めて設置された。その電灯は、サンタンデールのコルコー・エ・ヒホース社によって作られた発電機によるものであった。そのころ社は時代の流れでオーストリア-ハンガリー式(製粉機)から工業的電灯を試作するその地方初の工場に変わっていた。1888年頃、ガス灯による街路灯には問題があったので、1889年1月のはじめ、電灯の設置に関する議案が議会に提出され、調査委員会が作られた。その年の12月31日、電気による公共の街路灯の敷設のための最初の基礎工事が行われた。1890年1月31日に、ようやく最初の電灯の場所や拠点が発表された。1月26日にはフランスのベニート市長によって承認され、その後３月１０日にその装置に対する最初の競売では入札者がひとりも現れないことがわかった。その出品番号は業務による報酬を改善して、５月１５日に再び入札を提示、そしてゴンサロ・エルナンデス・スビアウレだけが現れ、その人と5月23日に契約を正式に結ぶこととなった。それらは夜通し照明する1000燭光の強さのアーク灯電灯8個および16燭光の白熱電球260個であったに違いなかった。そして発電機は直流でなければならなかった。1890年9月7日、ついに平和の広場にて、電気式街灯の本格的な最初の設置が完了し、実用化となる予定だったが、またもや光の機能に問題があったので修理され、1891年1月1日にようやく、平和の広場の初の本格的な電気式街灯が、実用化した。

### アーロにいた伯爵
カスティーリャ国王のフアン２世はペデゥロ・フェルナンデス・デ・ベラスコをメディーナデルカンポの王国議会開催中、第一アーロ伯爵に任命した。それはアラゴン国王であるフアン２世との抗争中に借りた助力に対する恩義故のものであった。ディエゴ・フェルナンデス・デ・ベラスコ・イ・パチェーコとその妻フランスィスカ・パウラ・ベナビーデス はその領有地の支配権を持っていたが、1811年に貴族制度が廃止されたことによりアーロ家最後の伯爵となった。ディエゴの死去もその同じ年であった。

## 政治
| アーロ首長一覧 | アーロ首長一覧                                                                        | アーロ首長一覧                        |
| 在任期間       | 名前                                                                                  | 政党                                  |
| -------------- | ------------------------------------------------------------------------------------- | ------------------------------------- |
| 1979-1983      | フランシスコ・マテ・バリオ (1979-1980) ミゲル・ロハス・カストリーリョ(1980-1983)      | 無所属 スペイン社会労働党 (PSOE)      |
| 1983-1987      | ミゲル・ロハス・カストリーリョ                                                        | スペイン社会労働党 (PSOE)             |
| 1987-1991      | パトリシオ・カペリャン・エルビアス                                                    | 国民党 (PP)                           |
| 1991-1995      | パトリシオ・カペリャン・エルビアス                                                    | 国民党 (PP)                           |
| 1995-1999      | パトリシオ・カペリャン・エルビアス                                                    | 国民党 (PP)                           |
| 1999-2003      | パトリシオ・カペリャン・エルビアス                                                    | 国民党 (PP)                           |
| 2003-2007      | リディア・ロハス・アギーリョ(2003-2004) パトリシオ・カペリャン・エルビアス(2004-2007) | スペイン社会労働党 (PSOE) 国民党 (PP) |
| 2007-2011      | パトリシオ・カペリャン・エルビアス                                                    | 国民党 (PP)                           |
| 2011-2015      | パトリシオ・カペリャン・エルビアス                                                    | 国民党 (PP)                           |
| 2015-          | パトリシオ・カペリャン・エルビアス                                                    | 国民党 (PP)                           |

## 人口
| アーロの人口推移 1842－2011                             |
|                                                         |
| 出典:INE（スペイン国立統計局）1900年 - 1991年、1996年 - |

## シンボル

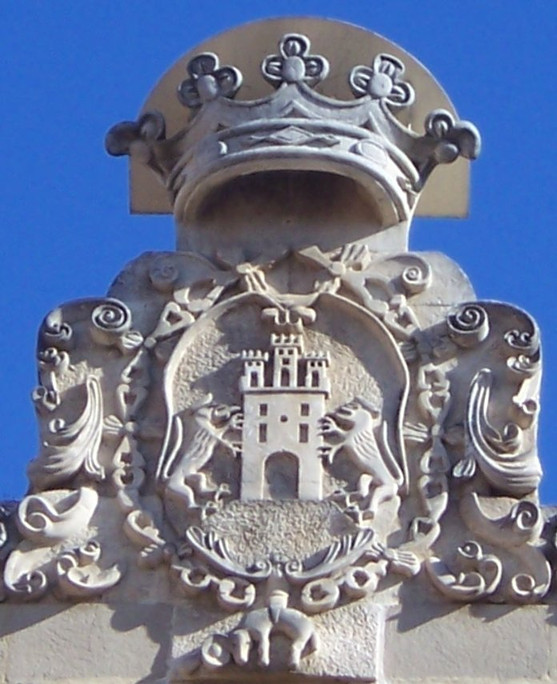
アーロの紋章

### 紋章と自治体旗
アーロの盾は赤地の上に銃眼付き胸壁が描かれている。この胸壁はレンガ造りであり、門や窓が付けられている。胸壁の両側には、大きな二頭のライオンが後ろ足で立ち上がっている。盾の上部には公爵の王冠がかぶせられ、下部は金羊毛で縁取られている。
自治体旗はカスティーリャ地方に典型的なバーガンディ色（赤地）の下地の中央部に盾が描かれている。

### 賛歌
公式な賛歌はカストゥルム・ビリビウム(Castrum Bilibium)、もしくはアーロ・ラ・ビエハ(Haro la Vieja)と呼ばれている。エリセオ・ピネード・ロペスがこの賛歌の詩節を、ミゲル・デ・ラ・フエンテ・アルバレスが反復句の部分を作曲し、エンリケ・エルモシーリャ・ディエスとホセ・フェルナンデス・オリェーロが作詞した。1942年9月7日に初上演された。同年11月6日に市庁舎で行われた会議で、ビクトリアーノ・ピネイロ・ビカリオ市長の提案のもと、公に広められた。

### アーロの水壺
「アーロの水壺」は1914年10月24日まで、長いあいだ使われていなかったが、ホセ・フェルナンデス・オリェーロ市長が市の公的書類を調査中に、偶然発見した。そして市議会にそのことを伝え、議員らの承認を得て、現在まで市長執務室に展示してある。オリェーロ市長によると、水壺の起源は自治体首長を決める選挙にあるという。選挙に用いるために、水壺の中に穴の開いた粘土製の袋を入れ、さらにその袋の中に投票用紙を入れていた。「アーロの水壺」は1980年代にミゲル・ロハス市長によって自治体の報奨として制度化された。

### フレーズやスローガン
- 「アーロ、パリそしてロンドン」(Haro, París y Londres) : ロンドンやパリが電気式街灯を導入してすぐ、アーロも電気式街灯を導入した。これはアーロの主要な皮革製品工場を経営していたフェリペ・エチェベリアの功績である。[13]
- 「ようやく明かりのあるアーロに到着したよ」(Ya estamos en Haro que se ven las luces) : これはミランダ・デ・エブロやログローニョから列車で来た旅行者や、アーロを通りかかった人々が口に出した言葉である。市歌の歌詞としても使われている。[14]
- 「アーロ、ワインの海岸」(Haro, costa del vino):このスローガンは自治体による広告キャンペーンのテーマであり、スペイン東部のレバンテ（英語版）で真夏となるころに合わせたものである。
- 「アーロ、リオハ産ワインの首都」(Haro, Capital del Rioja) : アーロがリオハ産ワインの首都であるとしたこの標語は、ラ・リオハ州の州都ログローニョとの間で論争を引き起こした。なぜなら、2004年10月22日に、「ログローニョ、リオハ産ワインの首都」という標語の登録申請手続きが、ログローニョ観光協会を通して、スペイン特許庁（英語版）になされていたからである。[15]しかしあるメディアでは、アーロはリオハ産ワインの首都として報じられていた。20世紀初頭のアーロではすでに、生産技術を向上させるために多くの製造業者が働いていたからである。このアーロとログローニョの標語論争は、決着はつかないまま収束した。しかしアーロは2005年からこの標語をすべての観光行促進キャンペーンで用いている。さらに2010年7月には、サンティアゴ・アレグリア社によってこの標語がパロマール通りの長さ300mの壁に描かれた。[16]
- 「アーロに来たのかい? アーロから来たのさ!」(¿Vino a Haro?:¡Vino de Haro!) : この標語はロス・カニョス・デ・アーロというバルのポスターが由来である。

## 観光スポット
1975年4月10日、旧市街が重要文化財(BIC)の中のConjunto Histórico Artísticoに指定された。また、サンティアゴ・デ・コンポステーラの巡礼路が町を通っている。
- アーロ市庁舎 : 18世紀に建設された、石積みの壁を持つ新古典主義建築。1756年にホセ・デ・イトゥーニョがこの建物を調査した。
- サント・トマス協会（英語版） : アーロ最古の場所にあたる。司教座が置かれている。ルネサンス様式とバロック様式の混合。フアン・デ・ラシーネスが建設を始めると、ペドロ・デ・ラシーネスやその息子ロドリゴが跡を継ぎ、ペドロ・デ・オリゴイティアやアンドレス・デ・ベネアによって17世紀前半に完成した。1931年6月3日に、スペイン第二共和政政府によって重要文化財に認定された。
- ヌエストラ・セニョーラ・デ・ラ・ベガ聖堂（スペイン語版） : レコンキスタ時代にアーロに出現したとされるベガの聖母を祀る。建築年代は10世紀とされている。聖堂内の祭壇は1740年ごろに建設された。
- ブリニャス橋（スペイン語版） : エブロ川に架かっている石橋。市内中心部から約2㎞先に1る。19世紀後半に架けられたとされている[17]。ゴシック様式の石橋。アーロからブリニャスに向かう途中にある。
- サン・アグスティン修道院:1373年ごろに建設され、1834年まで聖アウグスチノ修道会が所有していた。1841年に、病院、学校、刑務所、などとなり、1989年以来は、4つ星ホテルとなっている。
- 中世の塔:この塔は14世紀に建設された。一度崩壊の危険にさらされ、2007年に、復元された。2007年4月3日に、ラ・リオハ博物館に中世の塔のことが取り上げられた[18]。
- 街の入り口のアーチ(クレルヴォーのベルナルドゥスが建設したもの):平和の広場の近くに位置している。[19]2007年8月16日に、クレルヴォ―のベルナルドゥスが建設したということが分かった[20]。
- 街の入り口のアーチ(聖バルバラが建設したもの):カーレ・スィアバス・デ・ヘススに位置している。[21]
- 街の入り口のアーチ(使徒トマスが建設したもの):かつてあったと思われるもの。今日ではもう存在しない。[21]
- アーロ闘牛場（スペイン語版）：切石積みで建設されている。面積は約9370㎡となっている。スペインで有名な闘牛士ラガルティホ（スペイン語版）とフラスケロ（スペイン語版）は1886年6月２日に、この闘牛場で闘牛を行った。
- スペイン銀行アーロ支店の建物:1892年1月２日に建設された。当時はブドウ園でのフィロキセラの流行が終わった直後の経済成長の時であった。1925年に解体され、シルバス・デ・ヘススに移店した。
- ワインステーション:公共事業関係者アウレリャーノ・リナレス・リバス（スペイン語版）によって1892年9月に建設された[22]。2007年5月19日に改装された[23]。1893年から1922年までビクトル・マンソ・デ・ズニーガが管理していた。
- 平和の広場:市内中心部に位置している。周辺には、キオスクや公園などの施設が存在する。休日にはキューバの埋葬（スペイン語版）という行事が行われる。
- 現代美術館:平和の広場の中央に位置している。
- ワイン美術館:ワインが製造される季節に入館できる。ブドウやワインの製造などの知識が学べ、試飲会も開催されている[24]。
- デ・ラ・ビルゲン・デ・ラ・ベガ美術館:聖堂についての知識が学べる。
- デ・ラ・ビルゲン・デ・ラ・ベガ庭園:聖堂の隣に位置する。周辺にキオスクなどが位置し、ブラスバンドなどによるコンサートなどがしばしば行われる。
- ビスタ・アレグレ・パーク:アングシャーナ（英語版）との境目に位置する。1916年7月9日から1964年1月までスペイン鉄道の線路があった。イベリア半島の形をしたテーブルがある。
- 湿原の噴水公園:噴水がある公園。噴水は1878年、石工のマルセロ・ビジャール・デルガドとコスメ・ラレアーによって建設された[25]。2007年には寄付により公園の範囲が5000 m²に拡大した[26]。
- フェーリクス・ロドリーゲス・デ・ラ・フェンテ（英語版）公園:ザラートーン（スペイン語版）との境目に位置している。池にはアヒルが多くいる。
- イトゥリムーリパーク:昔から癒しの効果で有名な噴水がある公園。名前の由来はバスク語で泉を意味するiturriから。
- デル・マソパーク:サッカー場の隣に位置している。サッカー場の撤去された部分に造られた。緑の植物がかなり多く、林の中に小さな人工の湖がある。
- リスコス・デ・ビリビーオ山（スペイン語版）：頂上に、礼拝堂がある山。礼拝堂には、聖人フェリセス・デ・ビリビーオ（スペイン語版）像が建ててある。アーロ全域とエブロ川、アーロの近くのラ・リオハ州の町を見ることができる。
- エル・ビアノパーク:アングシアーナとアーロを結ぶ道路の近くにあり、オハ川（スペイン語版）のほとりにある公園。バーベキューが可能な公園。
- パテルニナ宮殿:16世紀に建てられたプレテレスコ様式（英語版）の宮殿。宮殿の中には15世紀ごろに描かれたと思われる星や花の絵が貼り付けられたロング・ギャラリー（英語版）がある。2013年に、復元された。
- サラザール宮殿（スペイン語版）:17世紀後半ごろに建てられた宮殿。バロック様式以前のエッレリアン様式（英語版）を取り入れており、2002年2月24日に、文化的関心遺産（スペイン語版）に登録された[27]。
- コンデス・デ・アーロ宮殿:17世紀に建設されたバロック様式の宮殿。2006年に改築され学校などになった。

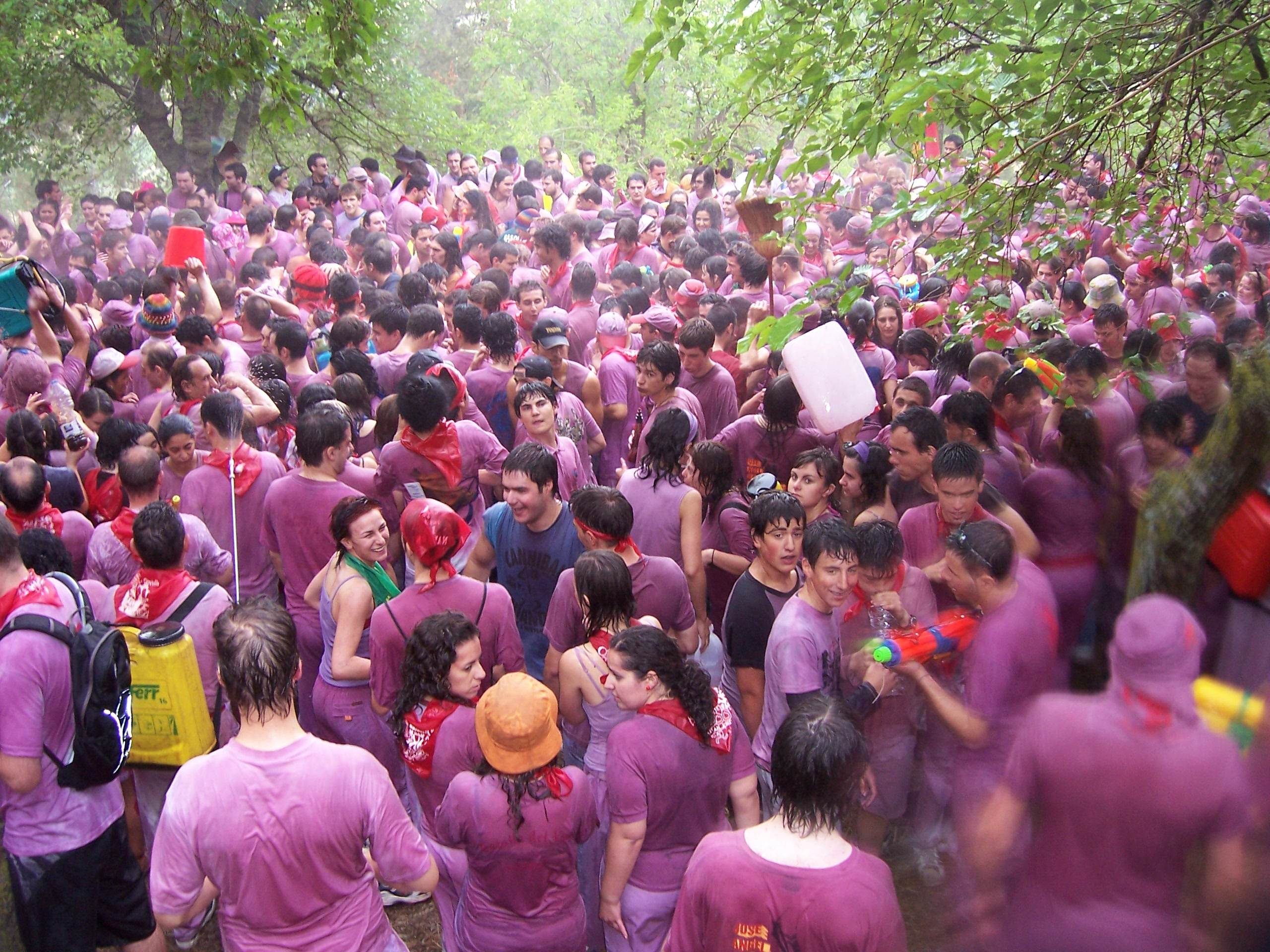
バターリャ・デル・ビノの様子
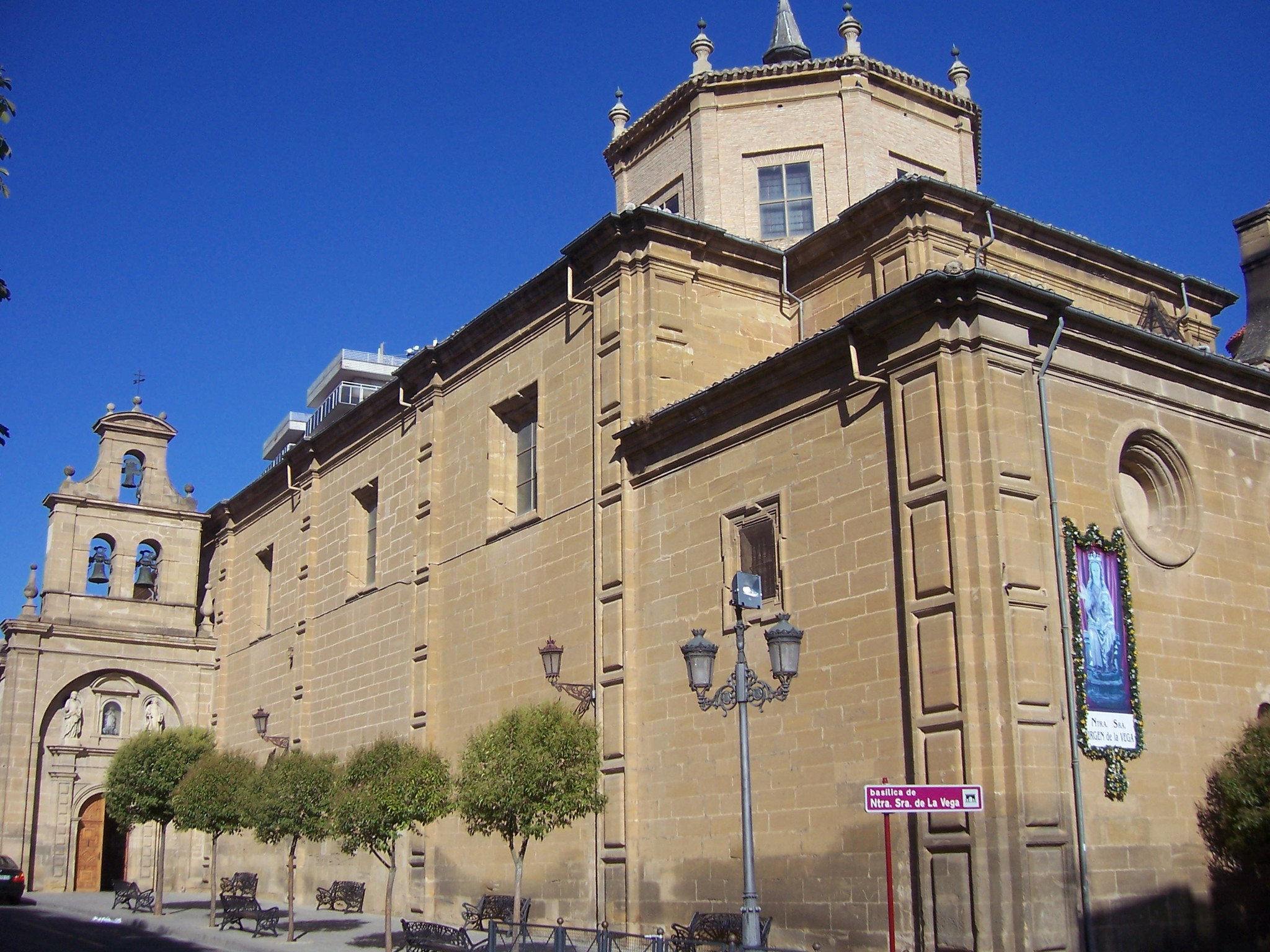
ヌエストラ・セニョーラ・デ・ラ・ベガ聖堂
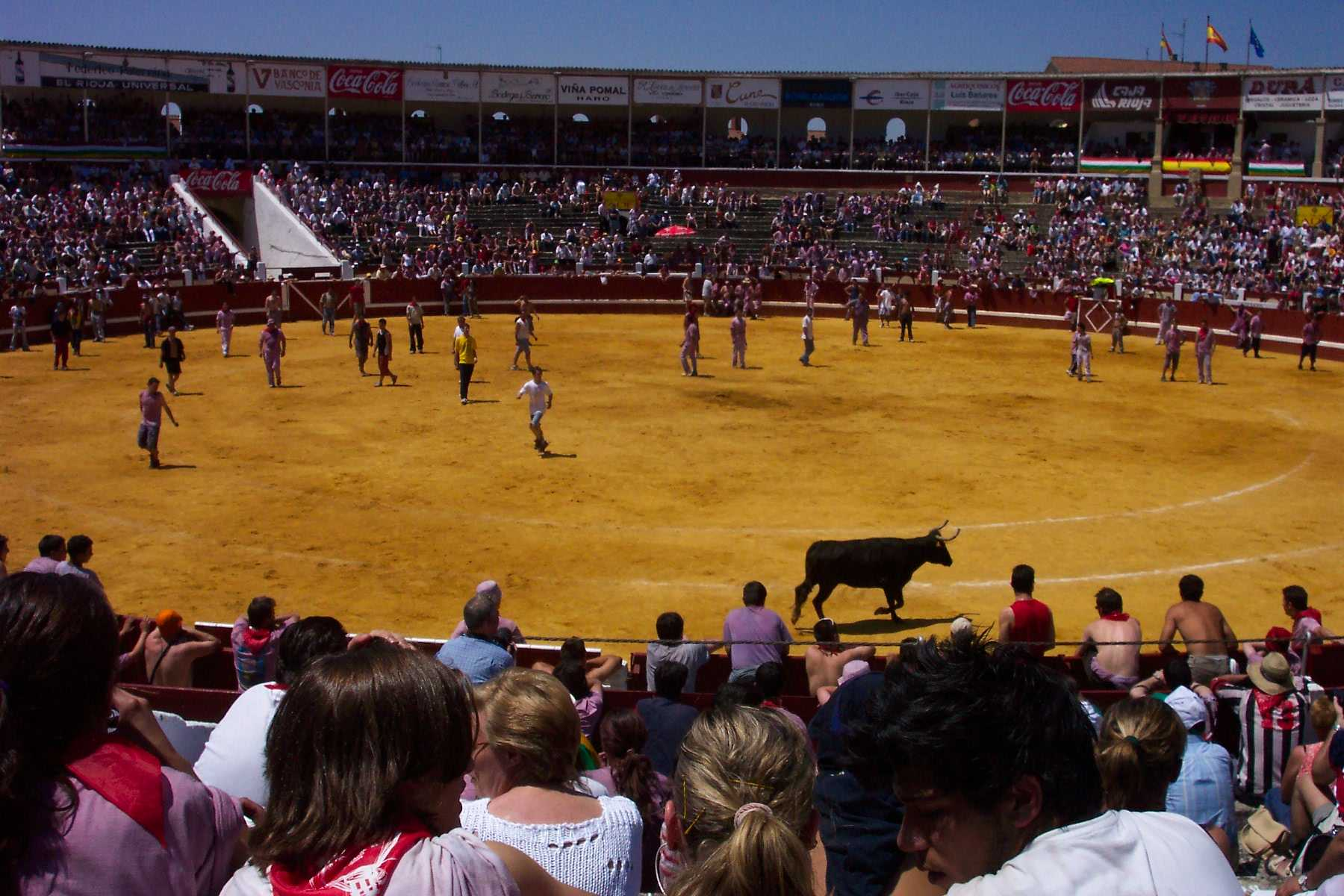
アーロ闘牛場
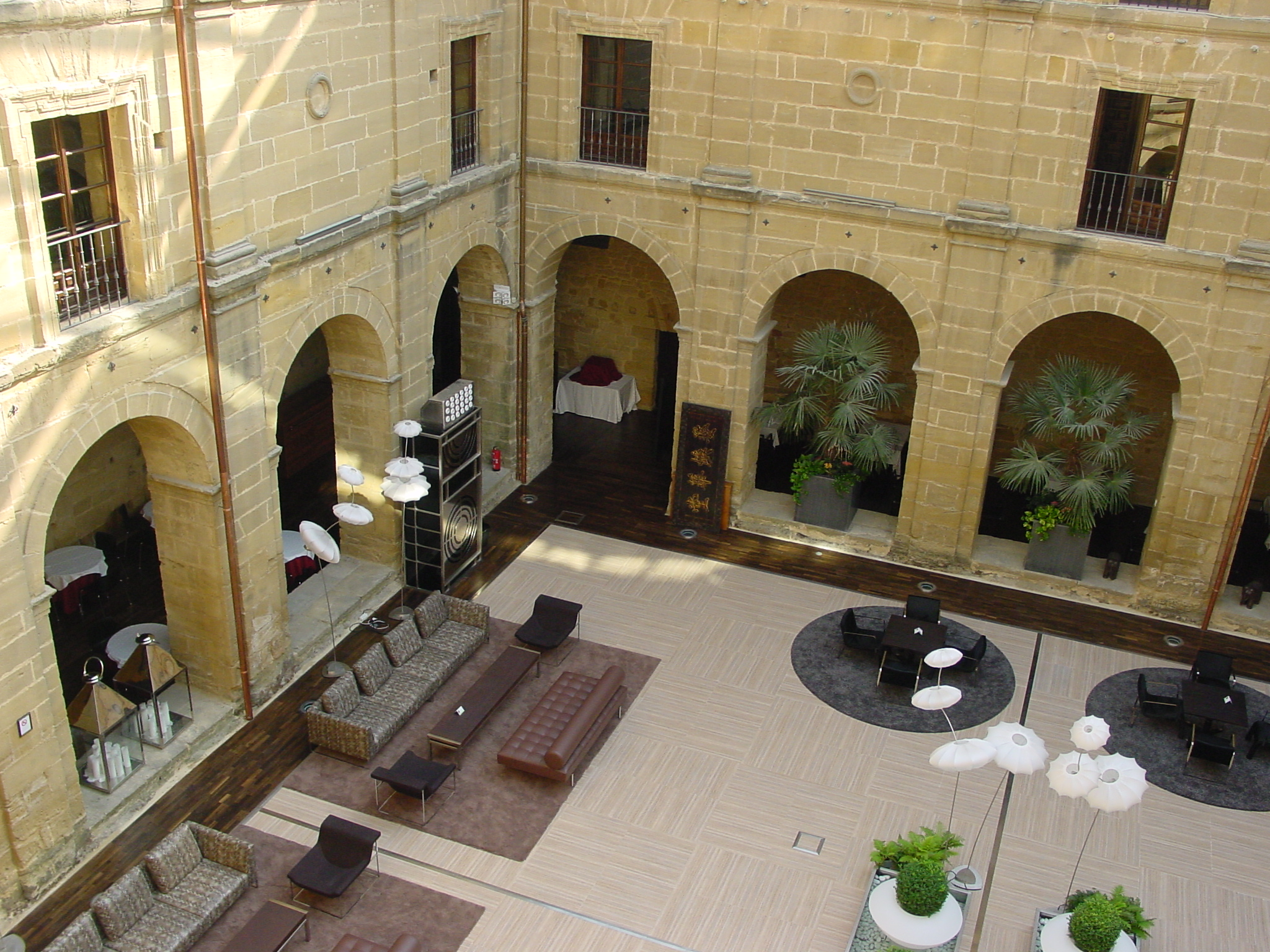
サン・アグスティン修道院中庭
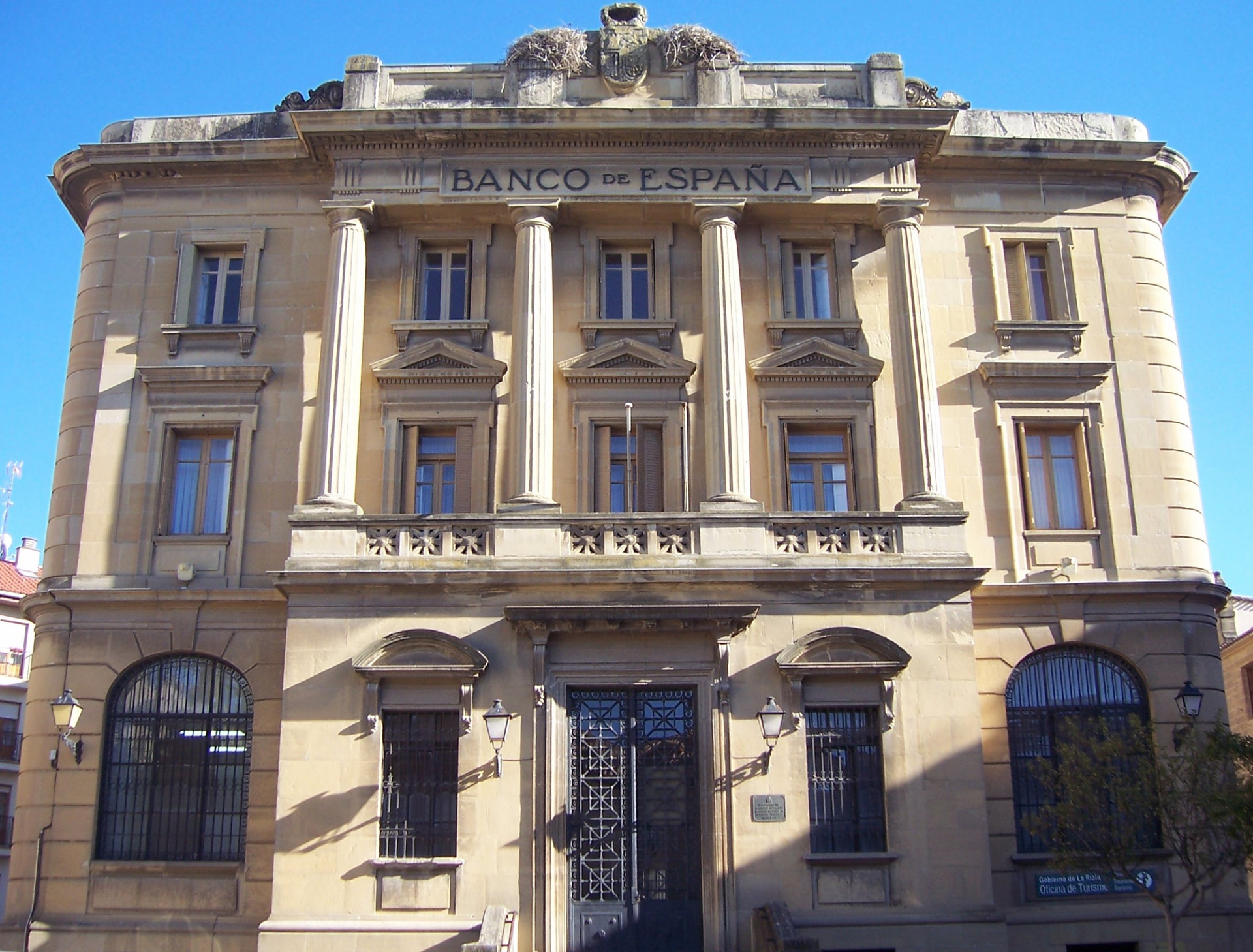
スペイン銀行アーロ支店
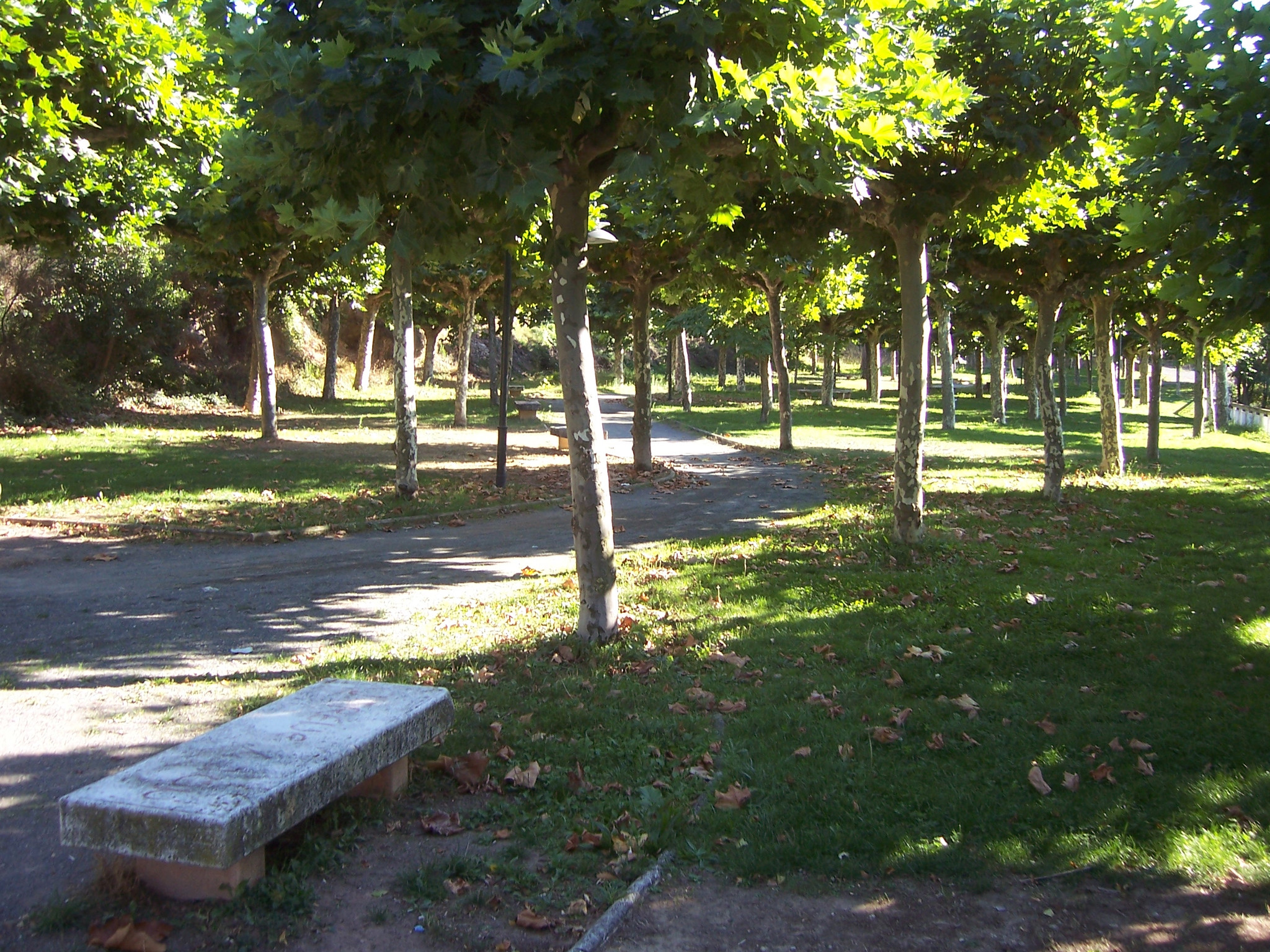
ビスタ・アングレ・パーク
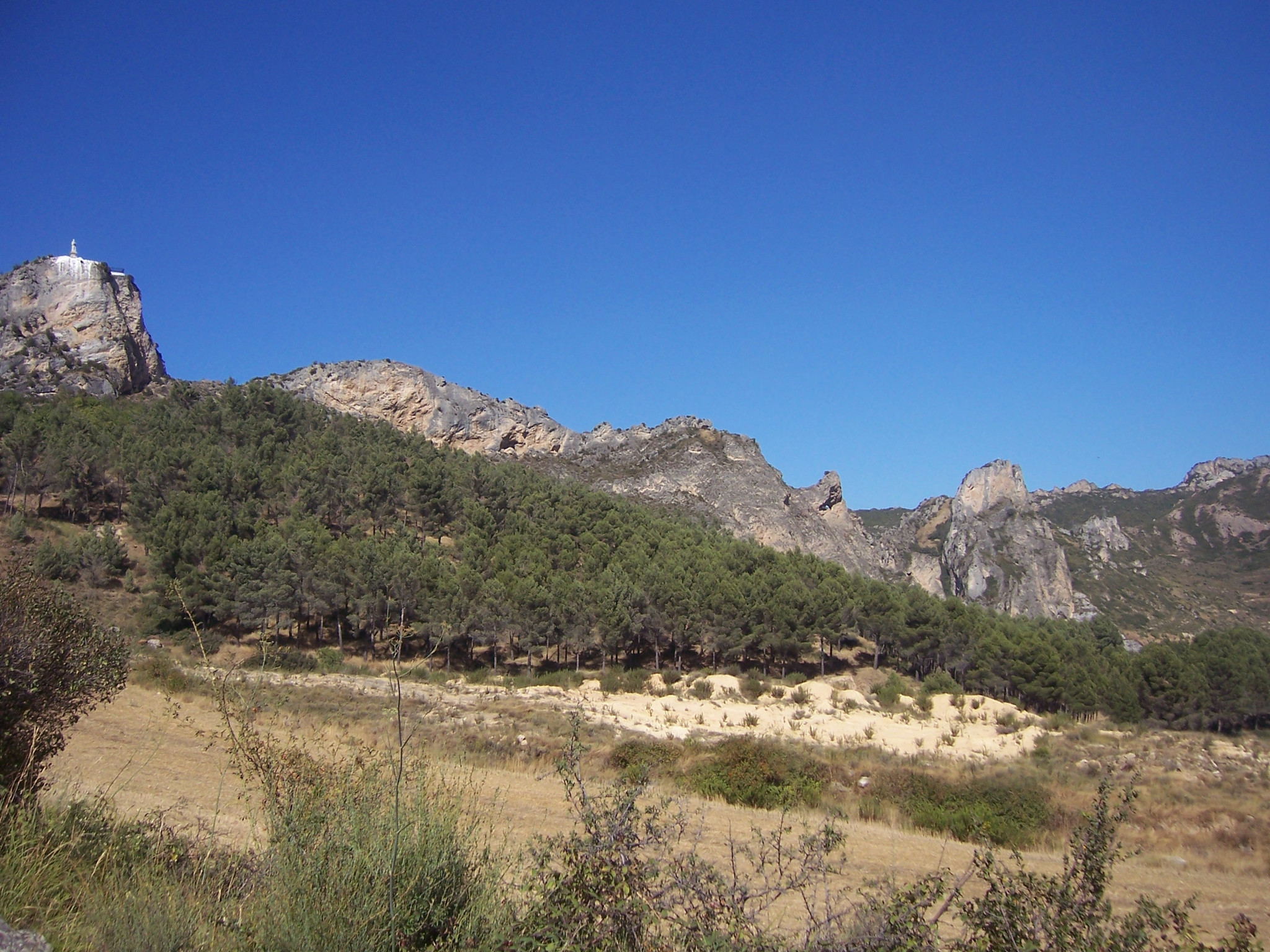
リスコス・デ・ビリビオ山
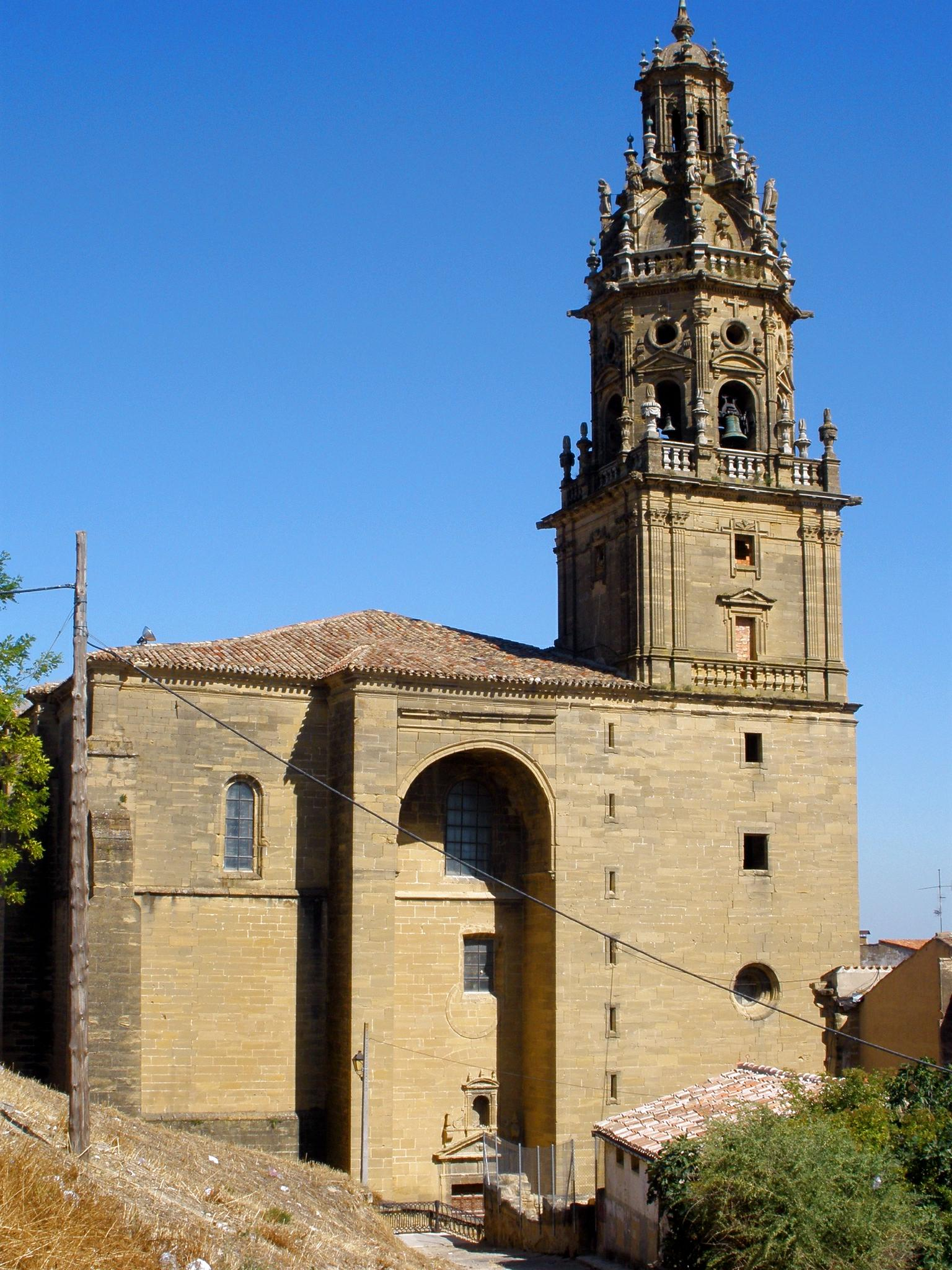
サント・トマス教会

## 交通

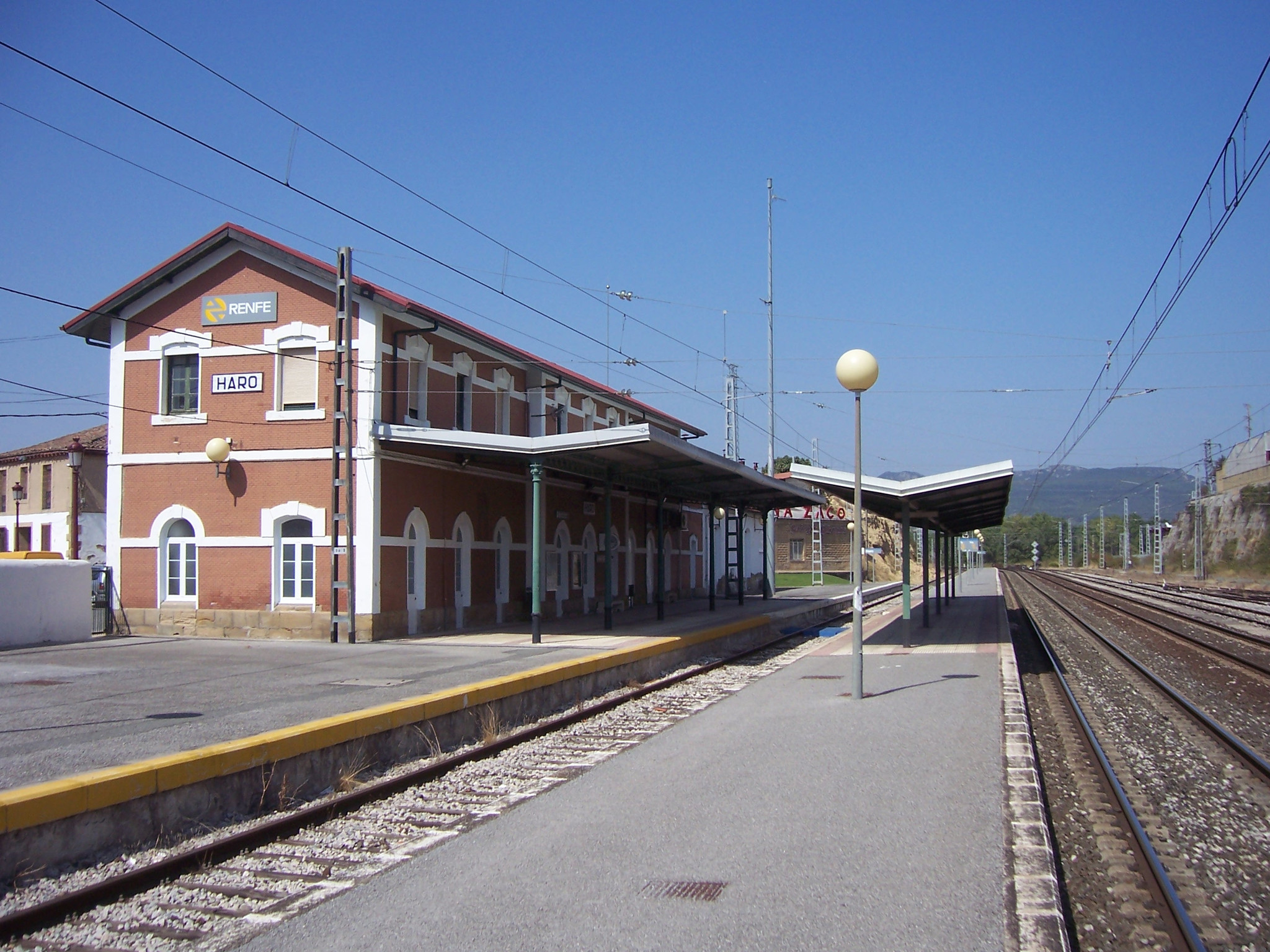
アーロ駅

1863年にナバーラ地方南部のトゥデラとバスク地方のビルバオを結ぶ鉄道路線が開通し、1880年にはワイナリーが集まる地区にアーロ駅が開業した。2004年にはより市街地に近い場所にアーロ＝エル・パルド駅が開業し、ミランダ・デ・エブロ、ログローニョ、バリャドリッド、サラマンカなどに向かう列車が停車するようになった。2007年には、ビルバオやバルセロナとアーロを結ぶ列車が廃止されたが、その後、バスク地方やカタルーニャ地方とアーロを結ぶ列車は部分的に復活した。現在のアーロ市内の鉄道駅には1日あたり4本の列車が停車するのみである。1916年から1964年までは、ラ・リオハ州西端部のエスカライとアーロを結ぶ狭軌路線が運行されていた。今日では路線跡の一部が緑道となっている。
アーロには「シッド・パテルニーナ宮殿」、「カスタニャレス・デ・リオハ通り」という2つのバス停がある。ミランダ・デ・エブロとログローニョを結ぶバス路線（VLR-113系統）がアーロを通っており、これに加えて、ナヘラ行き、カンタブリア州サンタンデール行き、サント・ドミンゴ・デ・ラ・カルサーダ行き、ビトリア＝ガステイス行き、ビルバオ行きのバス路線もある。アーロにはビルバオとアラゴン州サラゴサを結ぶ高速道路が通っている。2005年9月には、44の都市で共通のタクシーサービスがアーロにも開通した。

## 自然
アーロからエブロ川のほとりまでには大規模なポプラの地帯が広がり、ヨーロッパミンクが生息し、ヨーロッパの自然保護ネットワークナチュラ・2000に登録されている。オハ川には、マス、ナマズ、コイなどの魚、リスコス・デ・ビリビオ山にはヨーロッパウズラが生息している。また、アーロ内の公園などでは、ギンドロやセコイアデンドロンなどがみられる。

## 経済

### 第一次産業

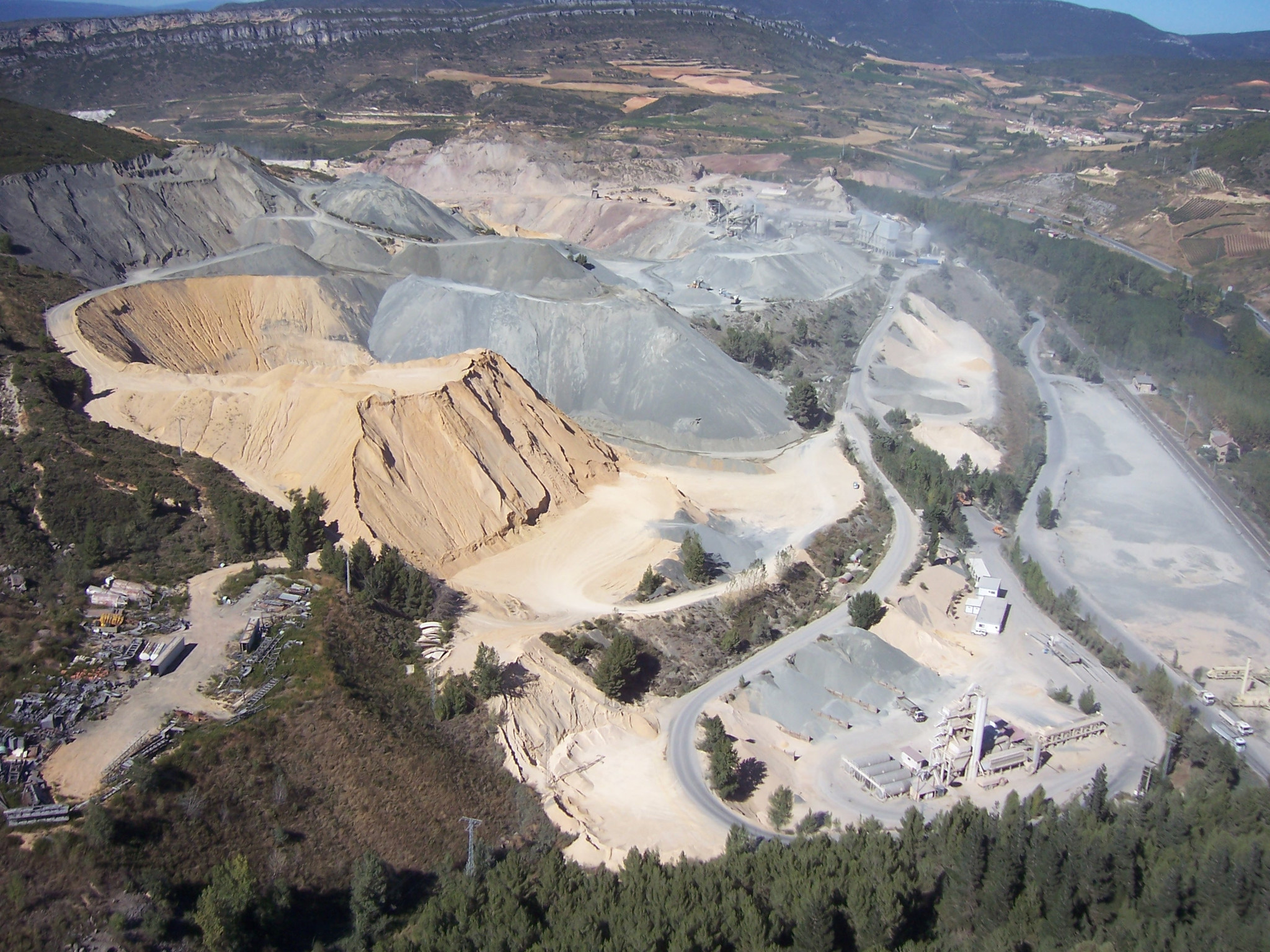
石灰岩の採石場

アーロで行われている第一次産業は主に、穀物、ビート、ジャガイモの栽培であり、羊が主に家畜されている。また、1919年には採石の産業も開始された。

### 第二次産業
アーロには二つの工業地帯が存在し、また、鉄道駅の近くにはスーパーマーケットとワイナリーが存在する。

#### アーロのワイン
スペイン最大のワイン産地として知られるリオハ (DOC)の中でも、アーロは特にワイナリーが集中する町である。1877年に設立され、現存する家族経営の生産者としてはリオハ最古のワイナリーであるロペス・デ・エレディア、1879年に設立され、フェリペ皇太子とレティシアの結婚式で「インペリアル1994」が使用されたCVNE（クネ）社、ビルバオ出身の実業家によって1901年に設立され、アーロ駅前にワイナリーを構えるボデガス・ビルバイナスなどがある。アーロにはリオハ州立ワイン博物館があり、リオハ地方のブドウ栽培・ワイン生産に関する展示がなされている。毎年6月29日の聖ペドロの祝日には、聖フェリセス・デ・ビリビオの巡礼祭という伝統的な祭礼が行われ、参加者たちが水鉄砲などを使ってワインをかけあうバターリャ・デル・ビノ（ワインの戦い）が行われる。

### 第三次産業
アーロには蚤の市のイベントがしばしば開催されており、また、ワインによる観光地としても知られている。

#### おもてなし
アーロには二つ星、三つ星、四つ星のホテルが存在し、オハ川の近くにはキャンプ場が存在する。また、旧市街にはタパスや飲み物が提供されるバルが並んでいるエリアがある。

## 公共事業

### 飲料水
アーロには、いくつか帯水層が存在し、毎日約250万リットルの水を消費しており、ビジャローバル・デ・リオハとの境目に海峡が位置している（1995年3月9日に建設された）。2006年には人口が増加し、市は約400万リットルの水を消費するようになった。最近ではオハ川の水を供給し、硝酸塩の濃度を減らすプロジェクトが進められている。

### 都市廃棄物
アーロには発電所が存在し、カズクリータ・デ・リオ・ティロン、ティルゴ、サント・ドミンゴ・デ・ラ・カルサーダ、バニャーレス、カスタニャーレス・デ・リオハ、カサラレイナにエブロ川から処理水を送り、送電している。

### 教育
アーロには、2つの公立の小学校と、1つの中等教育が行われる学校が存在し、また、音楽学校や語学学校も存在する。

### 医療事業
アーロにはいくつかの保健センターが存在し、ラ・リオハ州の保健ネットワークで管理されており、また二次救命処置が行われる病院も存在する。また、アルツハイマー病患者や高齢者のための養護施設も存在する。都市部では赤十字社も活動しており、電話で112(緊急番号）を発信すると、赤十字社のメンバーも同行してくれる。

### 葬儀事業
アーロでは、今日は、単一の会社による葬儀ホームでの葬儀が多い(アーロの葬儀ホームは高速道路近く工業地帯に位置している。)。かつて、サンタ・ルシア丘に1805年にできた墓地があった。また礼拝堂の近くには墓地が存在し、埋葬されている人の多くは、コレラの流行時にコレラに感染し、亡くなった人たちである。

### 防犯
アーロでは、地元警察(スペイン)とグアルディア・シビルの兵舎が存在する。アーロで活動するボランティア団体は、1985年に市民保護を形成した。

### メディア
アンテナ・3・ラジオとの協力により、1985年以来、カデナ・SER、カデナ・ディアル、カデナ・コペ、の3つのラジオ局がアーロには存在し、エル・コレオや、ラ・リオハ(新聞)などの新聞配達員もアーロに派遣されている。

## 文化

### 文化的施設
- 市民文化部:かつて銀行だった所。市立図書館、講堂、学校などになった。
- ラ・リオハ文化センター:ベガの聖母について展示してある文化センター。
- ブレトーン・デ・ロス・エレオス劇場:1841年に建設された、映画、音楽、ダンスなどが披露される劇場。ラ・リオハ州が主催するダンスコンテストはここで行われる。
- マリア・ディアス文化センター:市民の寄付によって、街の中心部に建設された公共施設。図書館と、青少年の依存症についての相談所がある。

### 聖人
- ベガの聖母:守護聖人を守るため1552年に現れた。
- サンタ・ヴェラ・クルス・デ・アーロの兄弟（スペイン語版）:1560年に出現。受難週では、その聖人を祀る。
- サン・フェリセス・デ・ビリビーオ:1666年2月、守護聖人を崇拝するため現れた。

### 音楽的文化
- アーロには、市営バンドが存在し、平和の広場や街の庭園などでしばしばライブを行っている。
- ラッパ・ドラム協会:1978年6月24日に結成されたグループ。毎年イースターの日にライブを行っている。
- アーロポリフォニック合唱団
- 市営ロンダージャ:1982年に結成されたロンダージャ（スペイン語版）（ロンダージャとは、スペインの弦楽器アンサンブルグループ。）。[46]

- プロ室内楽協会:2000年から本格的にコンサートを開いている、室内楽を作曲する団体。[47]

### サンティアゴ・デ・コンポステーラの巡礼路
サンティアゴ・デ・コンポステーラの巡礼路は、フランスの自治体を通過した後、最初にフランスとの国境線があるスペインのイルンにつながり、サント・ドミンゴ・デ・ラ・カルサーダ、ブリニャスを通過した後、アーロにやってくる。

### 食文化

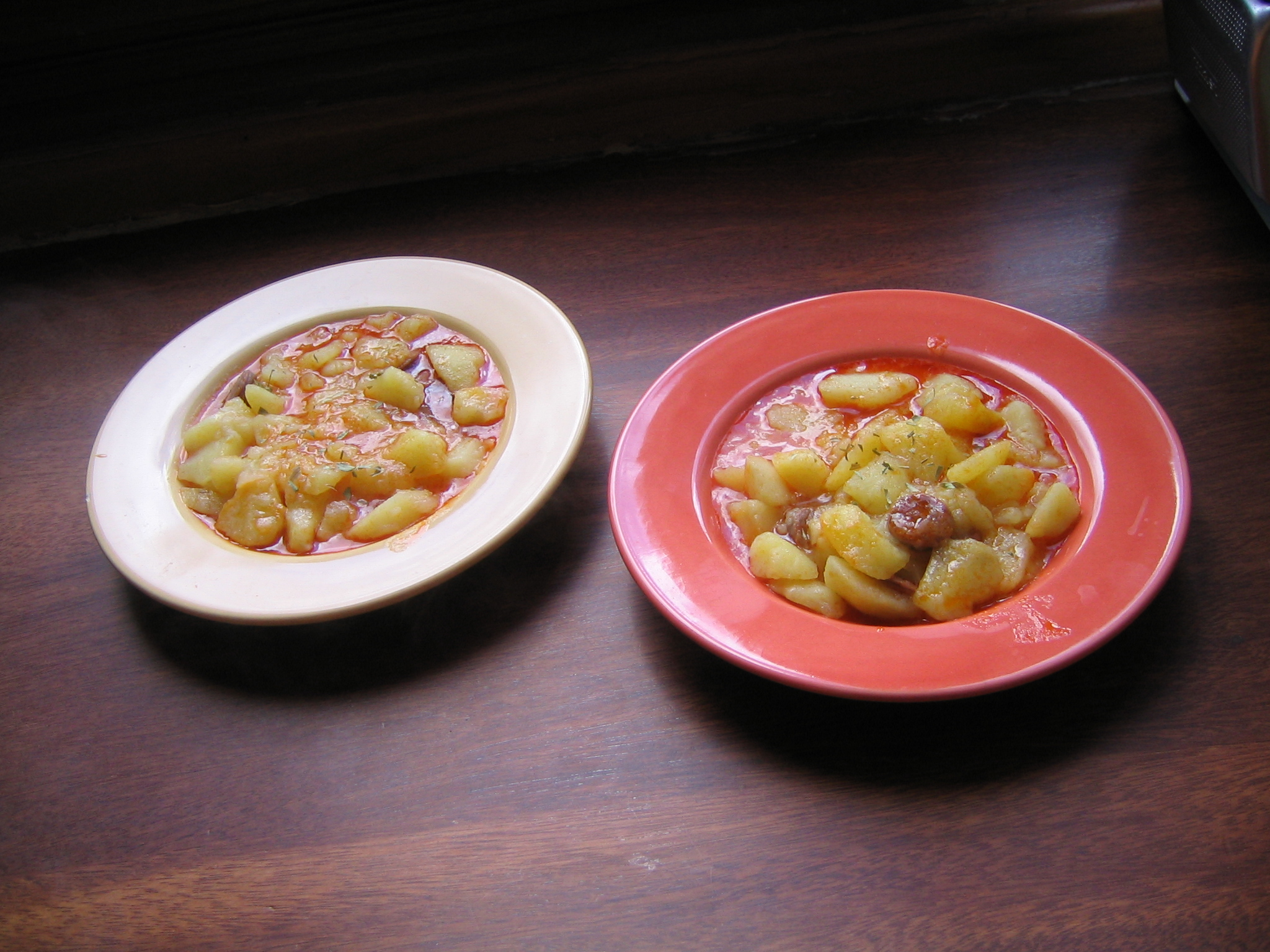
リオハ風ポテト

アーロの伝統料理は、多くの場合、園芸農業で生産された野菜が使われる。その料理として、スペイン風野菜シチュー、リオハ風ポテト、ピキーリョ料理、肉詰めピーマン、カパローネス、ソパ・デ・アホ、ポロネギサラダ、ポーチ豆料理、ヨーロッパウズラの卵料理、が挙げられる。アーロの伝統料理で人気なのは、ラムを使った料理であり、内臓、睾丸などの部位が食されている。夏になると、アーロでは、アサードがよく食べられており、中でも、チョリソー、ブラッドソーセージ、ミートチョップはラ・リオハではアサードの定番の具である。

#### 季節の食材
アーロは、季節によって食べる料理が異なる。例えば、受難週の時には、アーロではドーナツやカタツムリが食べられたり、ズラカポーテというカクテルが飲まれる。また、謝肉祭の日には、タイセイヨウダラや豚ロース肉などが食べられる。

### イベント(宗教的なもの)
アーロで行われるイベントは、主に守護聖人を祀るものと、ベガの聖母を祀るものが多い。

#### ６月
- 6月24日は、洗礼者ヨハネの日。この日では、チョコレートを食べたりマスカットワインが飲まれ、また、キャンプファイヤーも行われ、踊りや音楽で景気づけられる。
- 6月25日は、聖人サン・フェリセス・ビリビーオ（スペイン語版）の日。

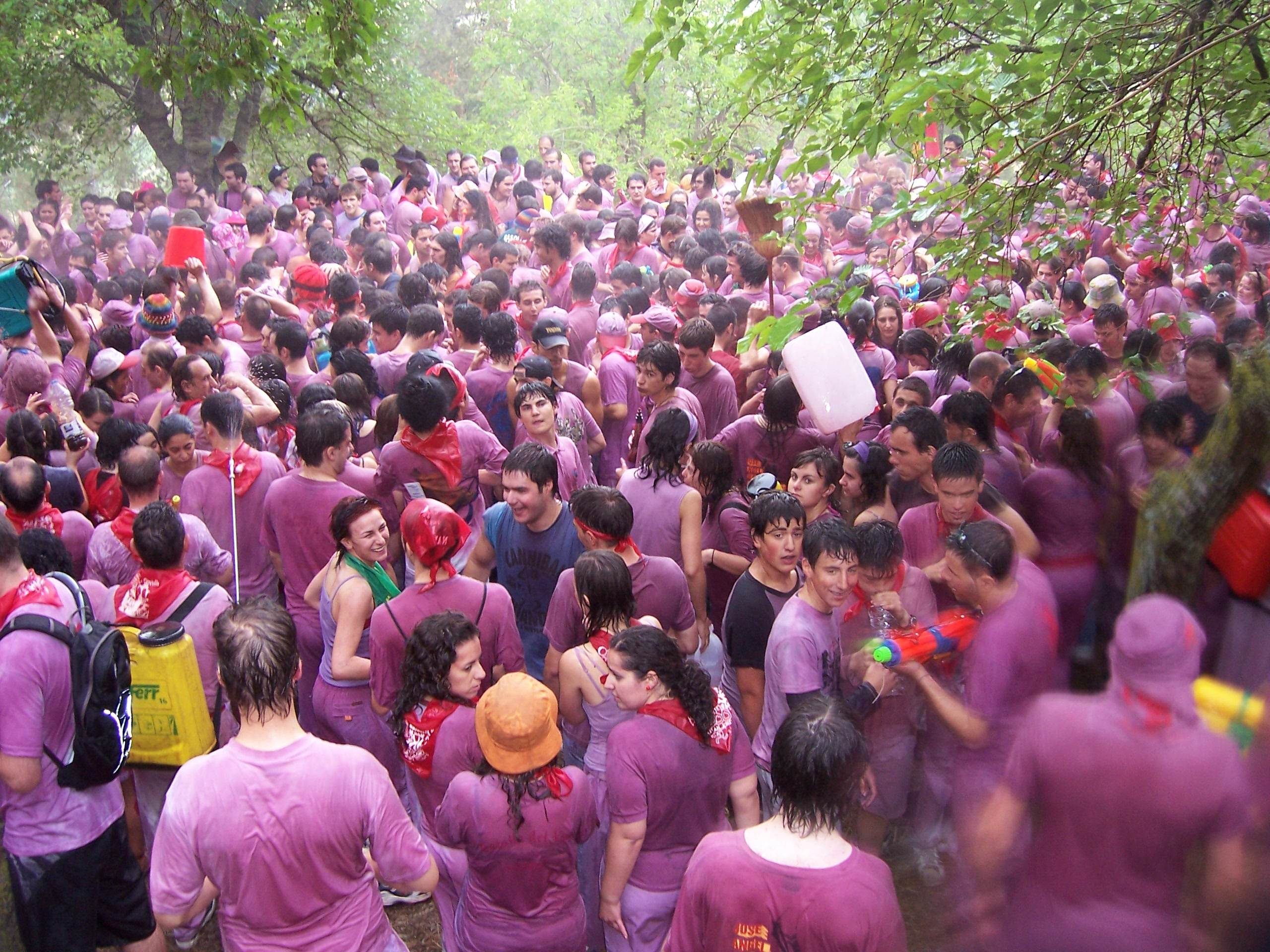
聖フェリセス・デ・ビリビオの巡礼祭

- 6月29日は、聖ペトロの日。この日は、人々がワインをかけあう、聖フェリセス・デ・ビリビオの巡礼祭がビリビーオ岩山（スペイン語版）にて行われる。[49]

#### 9月
- 巡礼中の第一日曜日は、食事ができることを感謝するため、ビリビーオ岩山（スペイン語版）を登るという風習が行われる。[50]

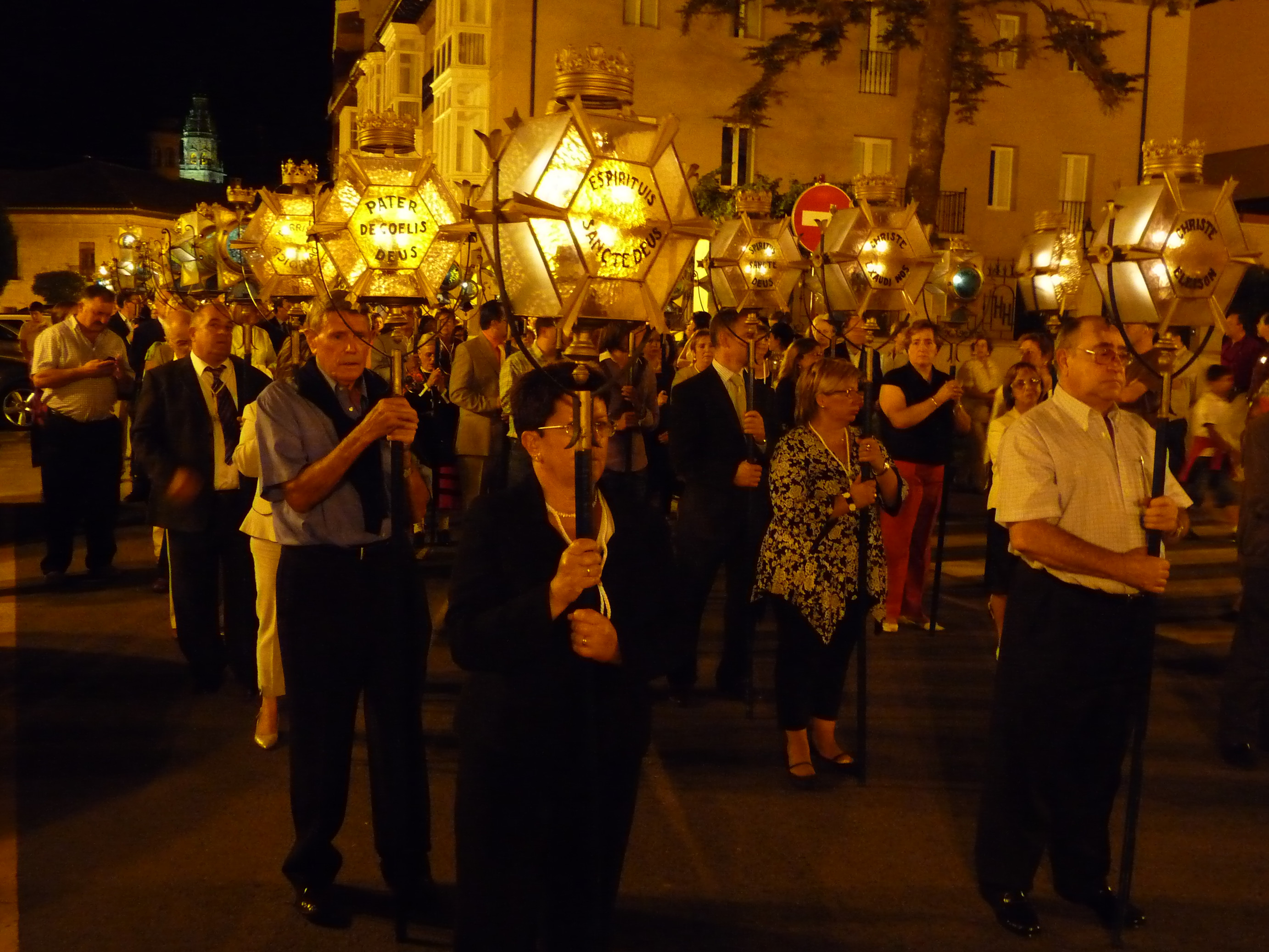
ランタンを持って歩く人々

- 9月8日には、ベガの聖母とアーロの守護聖人を祀る大規模な祭典が行われる。午後になると、ランタンがつくられ、人々はベガの聖母と、サンタヴェラクルズの兄弟愛をたたえ、お供え物をする[51]。

##### 聖週間
アーロでは、サンタ・ヴェラ・クルス・デ・アーロの兄弟を祀る。
- 聖枝祭
- 聖水曜日（英語版）
- 聖木曜日:20:30になると、大規模な晩餐会が行われる。
- 聖金曜日:20:30になると、人々はキリストを祀る為街中を行進する。

#### その他
- 1月の第3日曜日は、サント・トマス教会にて大アントニオスを祀る祭典が行われる。
- 聖燭節の日である2月2日には、ベガの聖母の奉仕団体が主催する、子供たちを対象としたプレゼンテーション大会が行われる。
- 2月5日には、シチリアのアガタの日であり、人々は、チョリソーなどを食べる。

- 7月29日の聖マルタの日は、レストラン経営している人々が祝っていた(最近では、その伝統は消えつつある。)。

## スポーツ
- エル・フェリアル:市民プール、スケートボード場、バスク・ペロタ場、テニスコートなどがあるスポーツ複合施設。
- エル・マソ（スペイン語版）:サッカー場、市民体育館、陸上競技場があるスポーツ複合施設。

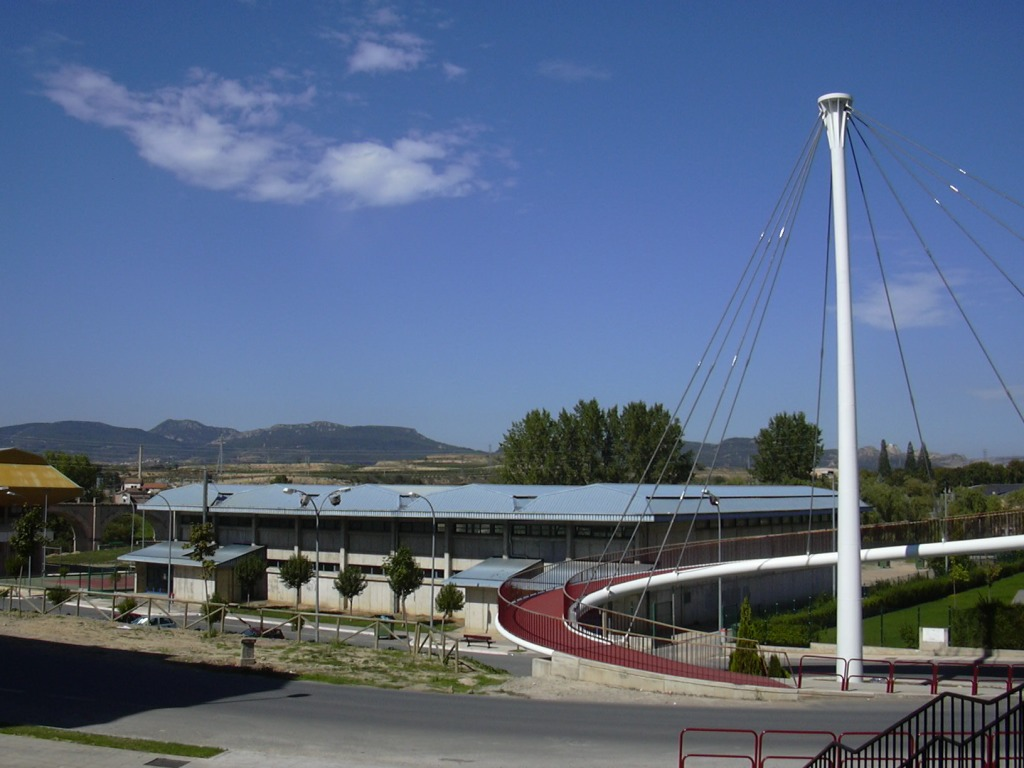
エル・フェリアル

- パイサヘス・デル・ビノ:旧市街にある、ホセ・マリア・オラサバルが設計に関わったゴルフ場。

### スポーツクラブ
- アーロ・デポルティボ（英語版）:1914年に結成された、ラ・リオハ最古のフットボールチーム。
- クラブ・バレーボール・アーロ（英語版）:1996年に結成された、バレーボールチーム。
- クラブ・バレンケスト・アーロ（Club Baloncesto Haro）:高齢者の選手で構成されている、バレーボールチーム。

- サイクリングクラブ(Club Ciclista Harense

- リオハ・熱気球クラブ(Club Riojano de Aerostación）

その他にも、フットボールクラブは、アーロでは数多い。

## 出身者など
- マヌエル・リスコ（スペイン語版）:アーロ出身の歴史家。
- マヌエル・バルトロメ・コシーオ（スペイン語版）:アーロ出身の大学教授、教師、美術史家。
- ルスレシア・アラナ（英語版）:アーロ出身のアルト歌手。
- ダニエル・アンギアノ（スペイン語版）:アーロ出身の政治家。
- ルイス・ガルシア・レーチャ（スペイン語版）:アーロ出身の小説作家。
- アンゲル・マルティン・ムニシオ（スペイン語版）:アーロ出身の科学者(正確にはスペイン王立科学アカデミー（スペイン語版）教授。)
- エデュアルド・ファジャルド（スペイン語版）:マカロニ・ウエスタン俳優。彼はアーロで育った[52]。
- マヌエル・ルイス・ヘルナンデス（スペイン語版）:リオハ・ワイン学者。
- ルイス・デ・ラ・フェンテ・カスティーリョ（英語版）:フットボール選手。
- アナ・イバーネス（スペイン語版）:ジャーナリスト兼、テレビチャンネル24 Horas（英語版）司会者。
- エルネスト・ツビア（スペイン語版）:作家。